# Shōdoshima
Shōdoshima (小豆島町, Shōdoshima-chō) és una vila i municipi de la prefectura de Kagawa, a la mar interior de Seto, Japó i pertanyent al districte de Shōzu. Es tracta d'un municipi insular localitzat a l'illa de Shōdo.

## Geografia
El municipi de Shōdoshima està situat a la meitat sud de l'illa de Shōdo, a la mar interior de Seto i pertanyent a la prefectura de Kagawa. El terme municipal de Shôdoshima només limita amb un municipi: Tonoshō, al nord de l'illa.

## Història
La vila de Shôdoshima es va crear el 21 de març de 2006 fruit de la fussio de les dues antigues viles d'Ikeda i d'Uchinomi.

## Demografia
| 1920   | 1930   | 1940   | 1950   | 1960   | 1970   | 1980   |
| ------ | ------ | ------ | ------ | ------ | ------ | ------ |
| 23.363 | 25.496 | 24.820 | 32.144 | 27.567 | 23.448 | 22.170 |
| 1990   | 2000   | 2010   | 2020   | 2030   | 2040   | 2050   |
| 20.455 | 18.303 | 16.153 | 13.669 | -      | -      | -      |

## Transport

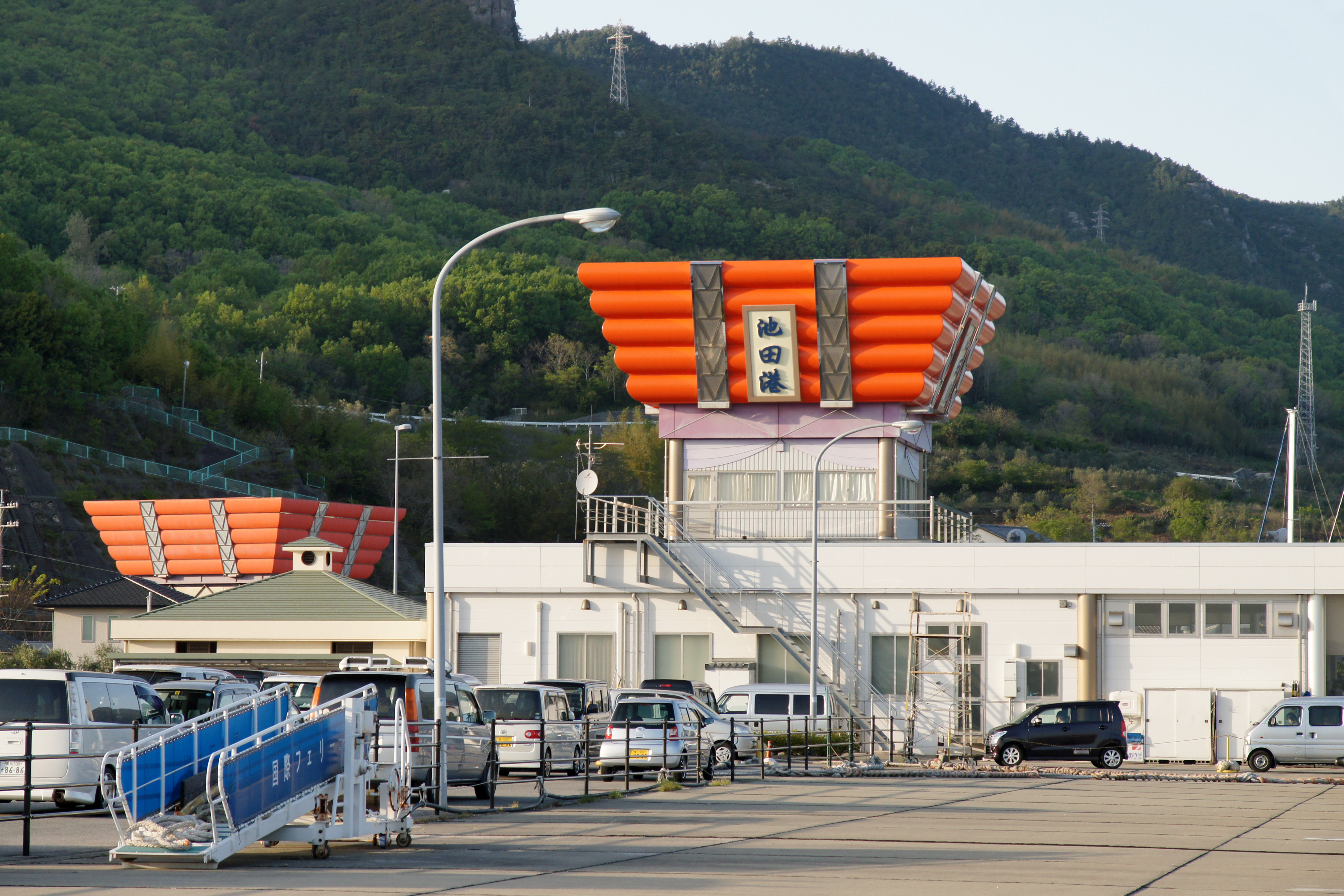
Port d'Ikeda

### Ferrocarril
- Telefèric Kankakei

### Mar
- Port de Sakate (Kobe) - Port de Kusakabe (Takamatsu) - Port de Fukuda (Himeji) - Port d'Ikeda (Takamatsu)

### Carretera
- Nacional 436

## Agermanaments
- Minami-Shimabara, prefectura de Nagasaki, Japó. (1 de març de 1983)
- Ibaraki, prefectura d'Osaka, Japó. (2 d'octubre de 1988)
- Milos, Unitat perifèrica de Milos, Egeu Meridional, Grècia. (8 d'octubre de 1989)